# Neuroleon syrus
Neuroleon syrus är en insektsart som beskrevs av Navás 1927. Neuroleon syrus ingår i släktet Neuroleon och familjen myrlejonsländor. Inga underarter finns listade i Catalogue of Life.